# 62-й стрелковый корпус
62-й стрелковый корпус (62 ск) — соединение РККА в составе Вооружённых сил СССР до и во время Великой Отечественной войны.

## История

### 62-й стрелковый корпус (1-го формирования)
Управление 62-го стрелкового корпуса начало формироваться в городе Челябинске, по штату № 4/1 в сентябре 1939 года, на основании директивы ВС Уральского военного округа № ш41/00527 от 16 сентября 1939 года.
22-я армия была сформирована в июне 1941 года на базе управления Уральского военного округа (УрВО) в составе двух стрелковых корпусов (51-го и 62-го), включавших по три стрелковых дивизии. Для управления шестью уральскими дивизиями были созданы корпусные управления, которые подчинялись штабу создаваемой 22-й армии.
13 июня 1941 года все шесть дивизий 22-й армии получили директиву на перемещение в Западный Особый военный округ (ЗапОВО). Передислокация проходила в условиях строгой секретности, адреса нового расквартирования командирам дивизий были сообщены только после проезда через Москву. К началу войны в ЗапОВО успела прибыть только одна 186-я стрелковая дивизия, при этом значительная часть формирований армии не была укомплектована до штатной численности личным и конным составом, вооружением, военной техникой. В армии было немногим более сотни танков (из них Т-34-76 всего 15 единиц) и 698 орудий (в том числе 226 пушек калибра 45 мм).
Вечером 21 июня части 186-й стрелковой дивизии в составе 62-го стрелкового корпуса 22-й армии прибыли на станцию Идрица и расположились там же вдоль бывшей советско-латвийской границы. Личному составу тут же были выданы новые комплекты обмундирования. Кирзовые ботинки были заменены на кожаные сапоги. Также было выдано новое оружие и полный комплект боеприпасов.
К 22 июня 1941 года, дню нападения Германии на СССР, первые три эшелона 153-й стрелковой дивизии уже прибыли в Витебск. Полностью части дивизии сосредоточились в Витебске только к 27 июня 1941 года. Дивизия, выгрузившись в Витебске, была укомплектована по штату мирного времени (6000 человек личного состава). В связи с объявлением войны, в период 22 — 27 июня 1941 года части дивизии спешно доукомплектовывались личным составом, вооружением и материальной частью. Пополнение, прибывшее в дивизию, зачастую было не обеспечено вооружением, тем не менее через неделю дивизия была вполне боеспособной.
К началу июля 1941 года в полосу обороны 22-й армии с запада отступила 126-я стрелковая дивизия и первоначально была поставлена в оборону в районе Дисны, заняв позиции между 174-й и 98-й стрелковыми дивизиями 51-го стрелкового корпуса, имея в составе всего 2355 штыков.
К 5 июля 1941 года 62-й корпус включал: 126-ю, 153-ю и 186-ю стрелковые дивизии, при этом 126-я дивизия передавалась в оперативное подчинение командира корпуса временно, так как прибытие и развёртывание 170-й стрелковой дивизии задерживалось. 186-я дивизия с начала развёртывания корпуса занимала Себежский (58-й) укрепрайон, но по мере подхода частей 170-й дивизии это соединение перебрасывалось южнее с задачей занять оборону на участке Улла-Бешенковичи.
С 7-го июля 62-й стрелковый корпус в составе 22-й армии ведёт тяжёлые бои с противником, расширяющим плацдарм в районе Дисны, сдерживая фронтальные и фланговые атаки (Оборона Полоцка 1941).
Корпус расформирован 1 сентября 1941 года.

### 62-й стрелковый корпус (2-го формирования)
Периоды вхождения в состав Действующей армии:
- 12 июля 1943 года — 9 сентября 1944 года
- 19 октября 1944 года — 9 мая 1945 года

На 1 мая 1945 года корпус подчинён 33-й армии 1 Белорусского фронта.
Состав корпуса:
- 95-я стрелковая дивизия
- 222-я стрелковая дивизия
- 362-я стрелковая дивизия

Части корпусного подчинения:
- 708-й отдельный Калишский[7] ордена Красной Звезды[8] батальон связи
- 878-й отдельный сапёрный Краснознаменный[9] ордена Александра Невского[10] батальон
- 409-я полевая авторемонтная база
- 2857-я военно-почтовая станция

## Награды корпуса
- 12 августа 1944 года — почетное наименование «Неманский» — присвоено приказом Верховного Главнокомандующего № 0264 от 12 августа 1944 года

## Командование

### 62-й стрелковый корпус (1-го формирования)
Командир
- генерал-майор Карманов, Иван Петрович (сентябрь 1939 — октябрь 1941)

Начальник штаба
Заместитель командира корпуса по политической части
Начальник оперативного отдела штаба:
- Шацков, Андрей Георгиевич (??.02.1940 — ??.09.1941), полковник

### 62-й стрелковый корпус (2-го формирования)
Командир
- полковник Меттэ, Алексей Павлович (врио с 14 по 30 июля 1943)
- генерал-майор Воробьёв, Яков Степанович (август 1944 ― август 1945)

Начальник штаба
Заместитель командира корпуса по политической части